# Aeródromo de Candelaria
El Aeródromo de Candelaria (Código OACI: MX18; Código DGAC: CRA) es un aeropuerto civil ubicado 2.5 km al este de Candelaria, Campeche y uno de los pocos aeródromos operados por el Gobierno del Estado de Campeche junto con los aerodrómos de Escárcega, Palizada, y Xpujil. El aeródromo solo opera aviación general y cuenta con una pista sin iluminar de 1200 metros de largo y 18 metros de ancho.